# 中央军事委员会科学技术委员会
中国共产党中央军事委员会科学技术委员会与中华人民共和国中央军事委员会科学技术委员会一个机构两块牌子，通称中央军事委员会科学技术委员会，简称中央军委科学技术委员会，是中央军事委员会机关第一级职能部门，是中央军委的技术指挥领导机构，位于北京市。

## 沿革
1982年7月，中共中央军事委员会科学技术装备委员会（简称“中央军委科装委”）、中国人民解放军国防科学技术委员会（简称“国防科委”）、国务院国防工业办公室（简称“国防工办”）合并成立中国人民解放军国防科学技术工业委员会（同时称中华人民共和国国防科学技术工业委员会，简称“国防科工委”），作为中央军委、国务院归口管理国防科技、国防工业的领导机构。该委员会在成立的同时设立了中国人民解放军国防科学技术工业委员会科学技术委员会（简称“国防科工委科技委”），作为技术指挥系统的领导机构。第一任领导班子由5人组成：主任张震寰（原国防科委副主任），副主任钱学森（原国防科委副主任）、朱光亚（原国防科委副主任）、宋健（航天工业部副部长兼任）、叶正大（原国防工办副主任）。
1998年4月，中央军委决定组建中国人民解放军总装备部。总装备部保留了原国防科工委的技术指挥领导机构——科学技术委员会，成为中国人民解放军总装备部科学技术委员会（简称“总装备部科技委”）。1999年1月，总装备部正式办公。总装备部科技委第一任领导班子由4人组成：主任朱光亚（原国防科工委科技委主任），副主任郭桂蓉（原国防科工委科技委副主任）、李凤洲（原国防科工委科技委副主任）、李恒星（第二十六基地司令员）。
2016年1月，在深化国防和军队改革中，撤销中国人民解放军总装备部科学技术委员会，改组成立中央军委科学技术委员会。

## 机构设置
2015年改革后，中央军委科学技术委员会设置下列机构：

### 内设机构
- 综合局
- 科技创新局
- 科技战略局

……

### 直属单位
- 中国国防科技信息中心

## 历任主任
| 中国人民解放军国防科学技术工业委员会科学技术委员会主任 1. 张震寰（1982年7月—1985年3月） 2. 朱光亚（1985年3月—1998年4月） | 中国人民解放军国防科学技术工业委员会科学技术委员会副主任 - 钱学森（1982年7月—1987年7月） - 朱光亚（1982年7月—1985年3月） - 宋 健（1982年7月—1985年3月，兼任） - 叶正大 中将（1982年7月—1993年8月） - 聂 力 少将（1985年3月—1993年8月） - 邓稼先（1986年5月—1986年7月） - 郝 岩 中将（1993年12月—1996年11月） - 郭桂蓉 中将（1996年7月—1998年4月） - 李凤洲 少将（1996年11月—1998年3月） |

| 中国人民解放军总装备部科学技术委员会主任 1. 朱光亚（1998年8月—2005年12月） 2. 郭桂蓉 中将（2005年12月—2008年7月） 3. 李安东 上将（2008年7月—2014年7月） 4. 刘国治 中将（2014年7月—2016年1月） | 中国人民解放军总装备部科学技术委员会副主任 - 郭桂蓉 中将（1998年8月—2005年12月） - 李凤洲 中将（1998年8月—2000年12月） - 李恒星 中将（1998年8月—2004年7月） - 汪致远 中将（2000年12月—2005年12月） - 焦安昌 中将（2002年1月—2005年12月） - 胡世祥 中将（2004年7月—2005年12月） - 徐小岩 中将（2005年12月—2010年7月） - 丛日刚 中将（2005年12月—2010年12月） - 韩延林 中将（2005年12月—2007年12月；2010年12月—2012年12月） - 卢锡城 中将（2006年8月—2013年12月） - 刘卓明 海军中将（2010年7月—2016年） - 陈再方 中将（2010年7月—2015年9月） - 王 力 少将（2014年1月—2014年7月） - 辛毅 少将（2014年12月—2016年） |

| 中央军委科学技术委员会主任 1. 刘国治 中将（2016年1月—2021年） 2. 赵晓哲 海军中将（2021年6月—） 中央军委科学技术委员会常任委员 - 曾路生 少将（2016年—） - 吕跃广 少将（2017年—） | 中央军委科学技术委员会副主任 - 辛毅 中将（2016年—2020年12月） - 贺福初 少将（2016年—2017年） - 赵晓哲 海军少将（2018年—2021年6月） - 徐为进 空军少将（2024年12月3日—） |